# Bolulla
Bolulla – gmina w Hiszpanii, w prowincji Alicante, we wspólnocie autonomicznej Walencja, o powierzchni 13,57 km². W 2011 roku liczyła 450 mieszkańców.